# Georgij Konstantinovič Žukov
Georgij Konstantinovič Žukov (rusko Гео́ргий Константи́нович Жу́ков), ruski general, politik, maršal in četverni heroj Sovjetske zveze, * 1. december (19. november, ruski koledar) 1896, zaselek Strelkovka pri Moskvi, Kaluška gubernija, Ruski imperij (danes Kaluška oblast, Rusija) † 18. junij 1974, Moskva, Sovjetska zveza (danes Rusija).
Žukov se je v vojaško in vojno zgodovino vpisal kot eden najboljših poveljnikov in strategov druge svetovne vojne.

## Življenje
Rodil se je v kmečki družini Konstantina Artemjeviča Žukova (1851-1921). Po končanju treh razredov cerkveno-župnijske šole je odšel v Moskvo v obrtno delavnico učiti se za krznarja. Poleg tega je končal dveletno večerno mestno šolo.
7. avgusta 1915 so ga vpoklicali v dragonski polk Ruskega imperija. Postal je konjeniški podčastnik. Konec avgusta 1916 je prišel v Novgorodski 10. dragonski polk Jugozahodne fronte. Za zajetje nemškega častnika je prejel križec svetega Jurija 4. razreda. Oktobra je zaradi granate doživel močan stres in so ga zaradi poškodbe sluha poslali v rezervni konjeniški polk. Za rano v boju je prejel drugi križec svetega Jurija 3. razreda. Po raspustitvi eskadrona se je decembra 1917 vrnil v Moskvo, nato pa domov k staršema, kjer je dolgo časa bolehal za tifusom.
Oktobra 1918 je vstopil v Rdečo armado. Poslali so ga na dodatno šolanje in leta 1920 je končal častniški tečaj, leta 1925 še tečaj za konjeniške častnike in leta 1931 Vojaško akademijo Frunzeja. 
Bil je poveljnik sovjetskih oboroženih sil med sovjetsko-japonsko mejno vojno leta 1939, ko je porazil japonsko vojsko pri reki Halhin Gol. Naslednje leto, 1940, je postal poveljnik kijevskega vojnega območja.
Ob začetku druge svetovne vojne je sprva doživel poraz pri Smolensku, a je nato uspešno obranil Moskvo. Nato je leta 1942 sodeloval v bitki za Stalingrad, leta 1943 za Kursk, leta 1944 v beloruski poletni ofenzivi in leta 1945 v bitki za Berlin.
S koncem vojne se je Stalin zavedal, da ima potencialne tekmece v mnogih vojnih herojih, in prvi med njimi je bil prav Žukov. Z raznimi prijemi in metodami je poskušal doseči njegovo aretacijo oziroma vsaj upokojitev.
Tako je že leta 1945 Lavrentij Berija aretiral več pripadnikov njegovega štaba, a jih je Žukov ukazal izpustiti. Leta 1946 so aretirali maršala vojnega letalstva Aleksandra Novikova in ga med mučenjem prisilili, da je izjavil obremenilne obtožbe proti Žukovu. Žukova so poklicali pred vrhovni vojaški svet ZSSR, kjer je poslušal izjavo Novikova, da je Žukov mislil izvršiti državni udar. Zaradi vojne slave ga niso aretirali, ampak so ga odstavili s položaja poveljnika kopenskih sil ZSSR in ga postavili za poveljnika Odeškega vojaškega okrožja pri Črnem morju. Kljub temu se je nadaljevala preiskava proti njemu in posledično so aretirali ter obsodili na dolge zaporne kazni veliko generalov in častnikov, ki so služili z njim. 
Leta 1948 so ga poslali v »izgnanstvo« na Ural, kjer je postal poveljnik tamkajšnega vojaškega okrožja in tam ostal do Stalinove smrti leta 1953. 
Takoj zatem ga je Hruščov poklical v Moskvo in postavil za namestnika obrambnega ministra. Par mesecev pozneje je sodeloval pri aretaciji in usmrtitvi Berije.
Leta 1955 je ob 60. rojstnem dnevu postal obrambni minister ZSSR. Oktobra 1957 se je Hruščov obrnil proti Žukovu in ga na isti način kot Stalin obsodil s kritikami. Tokrat ga njegovi stanovski tovariši niso rešili in je bil prisiljen odstopiti.
Prvih sedem let po odstopu so ga nenehno nadzorovali pripadniki tajnih služb. Njegovo vlogo so zamolčali oz. zmanjšali tudi v različnih publikacijah, ki so izšle v tem času. Tako je Žukov začel pisati svoje spomine. Šele leta 1965 po padcu Hruščova, je spet postal vojni heroj in vabili so ga na različne prireditve.
18. junija 1974 je umrl zaradi posledic kapi. Pokopan je blizu kremeljskega zidu na Rdečem trgu.

## Odlikovanja in priznanja
Sovjetska odlikovanja
- red heroja Sovjetske zveze (29. avgust 1939 (št. 435), 29. julij 1944 (št. 22), 1. junij 1945 (št. 2) in 1. december 1956 (št. 1))
- red zmage (11. april 1944 (št. 1.) in 30. marec 1945)
- red Lenina (16. avgust 1938 (št. 3097), 29. avgust 1939 (št. 6071), 21. februar 1945 (št. 38845), 1. december 1956 (št. 276136), 1. december 1966 (št. 382172), 1. december 1971 (št. 401095))
- red oktobrske revolucije (22. februar 1968, št. 13)
- red rdeče zastave (31. avgust 1922 (št. 12833), 3. november 1944 (št. 2/6719), 20. junij 1949 (št. 3/3923))
- red Suvorova 1. razreda (28. januar 1943 (št. 1), 30. marec 1945 (št. 39))

Tuja
- Mongolija:

- red bojne rdeče zastave (1939, 1942)
- red heroja Mongolije (1969)

- red svobode z briljanti (1956, Jugoslavija)
- Virtuti Militari z velikim križem in zvezdo (Poljska)
- veliki poveljnik legije za zasluge (ZDA)

Spomeniki in poimenovanja
Kot heroju Sovjetske zveze mu je bil postavljen bronasti doprsni kip v njegovi domovini in poleg so odprli še muzej, posvečen njemu. Leta 1995 so mu postavili spomenik v Moskvi.
Po njem so poimenovali Vojaško poveljniško akademijo zračne obrambe, več parkov v Moskvi in Volgogradu, ter ulice v Kijevu, Krasnodonu, Vorošilovgradu, ...
Leta 1994 so v Ruski federaciji ustanovili dve novi odlikovanji za oblikovanje oboroženih sil in krepitvi obrambe ter ju poimenovali red Žukova in medalja Žukova.